# Mico Preto
Mico Preto é uma telenovela brasileira produzida e exibida pela TV Globo de 7 de maio a 30 de novembro de 1990, em 179 capítulos. Substituiu Top Model e foi substituída por Lua Cheia de Amor, sendo a 43ª "novela das sete" exibida pela emissora.
Escrita por Euclydes Marinho, Leonor Bassères e Marcílio Moraes, com colaboração de Dulce Bressane, teve direção de Dennis Carvalho (também diretor geral) e Denise Saraceni; direção executiva de Paulo Ubiratan, supervisão de Daniel Filho e gerência de produção de Carlos Henrique de Cerqueira Leite.
Contou com as atuações de Luiz Gustavo, Louise Cardoso, Miguel Falabella, Tato Gabus Mendes, Mauro Mendonça, Eva Wilma, Yara Côrtes, Marcos Frota, Otávio Augusto, Bia Seidl, Deborah Evelyn, José Wilker e Glória Pires nos papeis principais.

## Enredo
A milionária Áurea Menezes Garcia (Márcia Real) anuncia aos três filhos,  Zé Luís (Miguel Falabella), Adolfo (Tato Gabus Mendes) e Frederico (José Wilker), o seu casamento com o jovem Astor (Marcos Frota). Logo a empresária desaparece, deixando como seu procurador geral, o funcionário público Firmino do Espírito Santo (Luiz Gustavo), um desconhecido de todos eles.
Firmino é um homem honesto e sem ambições. Tem bom caráter, mas, em sua vida, tudo dá errado. De uma hora para outra, ele passa a ter enorme poder nas mãos, assume a direção das empresas de Áurea e tem que lidar com seus três ambiciosos filhos.
A partir daí, a trama une os mundos distintos de Áurea e Firmino, cuja noiva, Sarita (Glória Pires), uma trapaceira que segue os passos da mãe, a sensual Erotildes (Geórgia Gomide), e do padrasto, Caroço (Elias Gleizer), é contratada para se casar com o deputado José Maria (Marcelo Picchi), solteirão e candidato a governador, que mantinha um discreto namoro com Zé Luís. Firmino, por sua vez, irá se envolver amorosamente com Cláudia (Louise Cardoso), a simpática e bela noiva de Frederico, sem falar que ainda ressurge o malandro Arnaldo (Miguel Falabella), o irmão gêmeo de Zé Luís.

## Elenco
| Ator/Atriz            | Personagem                         |
| --------------------- | ---------------------------------- |
| Luiz Gustavo          | Firmino do Espírito Santo          |
| Louise Cardoso        | Cláudia                            |
| Glória Pires          | Sarita Teixeira                    |
| José Wilker           | Frederico Menezes Garcia (Fred)    |
| Miguel Falabella      | José Luís Menezes Garcia (Zé Luís) |
| Miguel Falabella      | Arnaldo Menezes Garcia             |
| Márcia Real           | Áurea Menezes Garcia               |
| Eva Wilma             | Neném                              |
| Tato Gabus Mendes     | Adolfo Menezes Garcia              |
| Mauro Mendonça        | Honório                            |
| Maria Padilha         | Amanda Menezes Garcia              |
| Marcos Frota          | Astor                              |
| Deborah Evelyn        | Marisa                             |
| Marcelo Picchi        | José Maria                         |
| Bia Seidl             | Beatriz                            |
| Otávio Augusto        | Lourival                           |
| Geórgia Gomide        | Erotildes Teixeira                 |
| Sérgio Viotti         | Plínio                             |
| Stepan Nercessian     | Detetive Palhares                  |
| Yara Côrtes           | Dona Cristina                      |
| Elias Gleizer         | Caroço                             |
| Marcelo Serrado       | Robin                              |
| Daniela Camargo       | Katherine Menezes Garcia (Kathy)   |
| Charles Möeller       | João Otávio Menezes Garcia (Jota)  |
| Renata Castro Barbosa | Irene                              |
| Luiz Magnelli         | Contrafilé                         |
| Mário Borges          | Skiro                              |
| Analu Prestes         | Líria                              |
| Oswaldo Loureiro      | Coronel Belarmino                  |
| Renata Fronzi         | Amélia (Amelinha)                  |
| João Carlos Barroso   | Waldisney                          |
| Marcélia Cartaxo      | Divina                             |
| Marcos Oliveira       | Alfredo                            |
| Carmem Verônica       | Jurema                             |
| Abrahão Farc          | João Carlos (Seu Juca)             |
| Desirée Vignolli      | Lucilene                           |
| Marília Barbosa       | Minervina                          |
| Cláudio Savietto      | Dionel                             |
| Deborah Secco         | Denise Camargo Menezes Garcia      |
| Fabrício Bittar       | Denis Camargo Menezes Garcia       |

### Participações especiais
| Ator/Atriz         | Personagem            |
| ------------------ | --------------------- |
| Suely Franco       | Dona Rosinha          |
| Tuca Andrada       | Gonçalves             |
| Flávia Alessandra  | Francisca             |
| Castro Gonzaga     | Padre Gustavo         |
| Guilherme de Pádua | Narciso               |
| Cláudia Magno      | Ela mesma             |
| Guilherme Karam    | Ele mesmo             |
| Helena Jobim       | Ela mesma             |
| Lela Badaró        | Ela mesma             |
| Marilene Gondim    | Ela mesma             |
| Renato Gaúcho      | Ele mesmo             |
| Rodolfo Bottino    | Ele mesmo             |
| Sandra de Sá       | Ela mesma             |
| Sérgio Mallandro   | Ele mesmo             |
| Solange Cousseau   | Ela mesma             |
| Cláudia Lira       | secretária de Firmino |

## Produção
A novela foi a primeira de Euclydes Marinho para a TV Globo, junto com os demais autores Marcílio Moraes e Leonor Bassères revezavam na redação. O autor Walther Negrão foi chamado por Daniel Filho para coordenar os textos e recriar novos desdobramentos e o desenvolvimento para a trama.
A polêmica do macaco-prego que aparecia na abertura causou mais alarde que a própria novela – a Sociedade Protetora dos Animais considerou as imagens abusivas.
A atriz Maitê Proença foi sondada para viver a protagonista Sarita. Mas, devido à problemas pessoais na época, foi substituída por Glória Pires. Sarita teve seu perfil modificado por conta disso.
Antes de ser ator Guilherme de Pádua fez uma pequena participação na novela interpretando Narciso, um amigo de Jota. O ex-ator também foi responsável e acusado por ter assassinado Daniella Perez, sua parceira de trabalho em De Corpo e Alma (1992), .
A atriz Louise Cardoso revelou numa entrevista: "Em Mico Preto, eu interpretava uma heroína tão boa que era insuportável. O Marcílio que me perdoe. A Claudinha era uma personagem linear. Então tive que fazer o arroz com feijão. Quando chegou no capítulo 113 estava desesperada. As crianças ficavam me chamando na rua e tinha de dar tchauzinho. Tinha uma menina que era fanha onde eu morava e ficava dizendo 'Clãdinha, Clãdinha…'. Tinha raiva disso. (…) Que o Marcílio me perdoe. Não estou criticando ele, mas a personagem. Esta novela foi difícil. No capítulo 160 queria sumir e faltavam mais 20. Esta coisa interminável da novela é terrível!".
Foi a primeira novela da atriz Deborah Secco, ainda menina, na época, então com apenas 10 anos de idade.
Participação especiais aconteceram quando as personagens Katherine (Daniela Camargo) e Francisca (Flávia Alessandra) participaram do concurso Caras & Pernas, apresentado por Guilherme Karan. O júri do concurso foi formado pela atriz Cláudia Magno, o apresentador Sérgio Mallandro, Marilene Gondim, o futebolista Renato Portaluppi, a top model Solange Cousseau, a escritora Helena Jobim, Lela Badaró, a cantora Sandra de Sá e o ator Rodolfo Bottino.

## Trilha sonora

### Nacional
Capa: Marcos Frota
| N.º            | Título                                   | Música                         | Personagens        | Duração |  |
| 1.             | "Mico Preto"                             | Gilberto Gil                   | Abertura / Firmino | 03:29   |  |
| 2.             | "Toda Pra Você (Here We Are)"            | Gloria Estefan                 | Marisa             | 04:48   |  |
| 3.             | "Solução"                                | Ed Motta                       | Sarita             | 04:18   |  |
| 4.             | "Ego"                                    | Placa Luminosa                 | Astor              | 04:05   |  |
| 5.             | "Dias Melhores Virão"                    | Rita Lee & Roberto de Carvalho | Marialva (Nenêm)   | 03:29   |  |
| 6.             | "Malandro Também Chora"                  | Neguinho da Beija-Flor         | Lourival           | 02:47   |  |
| 7.             | "Dúvidas (Instrumental)"                 | Julinho Teixeira               | Zé Luís            | 02:43   |  |
| 8.             | "Vida Louca"                             | Wando                          | Adolfo             | 03:58   |  |
| 9.             | "A Noite"                                | Fernanda Abreu                 | Robin              | 04:36   |  |
| 10.            | "Quem é Você? (Love Will Lead You Back)" | Sandra de Sá                   | Cláudia            | 04:29   |  |
| 11.            | "Dona Invocada"                          | Marçal                         | Erotildes          | 03:55   |  |
| 12.            | "Cruzando Raios"                         | Orlando Morais                 | Katherine (Kathy)  | 03:14   |  |
| 13.            | "Jeito Manhoso"                          | Eliane                         | Divina             | 02:26   |  |
| 14.            | "Tema de Fred (Instrumental)"            | Nova Era                       | Frederico (Fred)   | 04:02   |  |
| Duração total: | Duração total:                           | Duração total:                 | Duração total:     | 52:25   |  |

### Internacional
Capa: Louise Cardoso
| N.º            | Título                      | Música          | Personagens               | Duração |  |
| 1.             | "Sending All My Love"       | Linear          | Locação: Rio de Janeiro   | 03:49   |  |
| 2.             | "My, My, My"                | Johnny Gill     | Sarita                    | 05:20   |  |
| 3.             | "Move This"                 | Technotronic    | Locação: Bar de Beatriz   | 05:21   |  |
| 4.             | "Still Got The Blues"       | Gary Moore      | Cláudia                   | 06:09   |  |
| 5.             | "U Can't Touch This"        | M.C. Hammer     | Locação: Rio de Janeiro   | 04:16   |  |
| 6.             | "The Emperor's New Clothes" | Sinéad O'Connor | Marisa                    | 05:14   |  |
| 7.             | "Sure of It!"               | Jam Session     | Tema Geral                | 03:40   |  |
| 8.             | "Oh Girl"                   | Paul Young      | Katherine (Kathy) e Robin | 03:34   |  |
| 9.             | "The Power"                 | Snap!           | Erotildes                 | 05:41   |  |
| 10.            | "Star"                      | Erasure         | Amanda e Astor            | 03:53   |  |
| 11.            | "Fría Como El Viento"       | Luis Miguel     | Marialva (Nenêm)          | 03:52   |  |
| 12.            | "Walk On By"                | Sybil           | Locação: Rio de Janeiro   | 03:55   |  |
| 13.            | "My Bed Is Big Enough"      | Talita Johnson  | Lucilene                  | 02:19   |  |
| 14.            | "I'll Always Be With You"   | Martin Axel     | João Otávio (Jota)        | 02:43   |  |
| Duração total: | Duração total:              | Duração total:  | Duração total:            | 59:51   |  |